# How I Met Your Mother mùa 1
Mùa đầu tiên của How I Met Your Mother, một bộ phim truyền hình dài tập thuộc thể loại hài kịch tình huống của Mỹ do Carter Bays và Craig Thomas giám chế, được trình chiếu trên đài CBS tại Hoa Kỳ vào ngày 19 tháng 9 năm 2005 và kết thúc vào ngày 15 tháng 5 năm 2006. Phần phim do Pamela Fryman đạo diễn với sự sản xuất bởi Bays & Thomas Productions và 20th Century Fox Television. Mùa phim gồm 22 tập, mỗi tập dài xấp xỉ 22 phút.
Mùa phim giới thiệu về nhân vật Ted Mosby (do Bob Saget lồng tiếng) trong năm 2030 khi ngồi xuống và kể cho các con mình nghe câu chuyện khi anh gặp mẹ chúng. Câu chuyện bắt đầu vào năm 2005, với Ted (Josh Radnor) là một kiến trúc sư độc thân 27 tuổi sống tại Manhattan cùng với hai người bạn thân từ thời Đại học: Marshall Eriksen (Jason Segel), một sinh viên luật và Lily Aldrin (Alyson Hannigan), một giáo viên mẫu giáo, người hẹn hò cùng Marshall trong gần 9 năm cho đến khi anh cầu hôn cô. Cuộc hôn nhân của họ tác động đến Ted và khiến anh cố gắng tìm cho mình một người bạn đời, khiến cho người tự nhận là bạn thân của anh, Barney Stinson (Neil Patrick Harris) phải chán ghét. Trong khi bắt đầu tìm một nửa hoàn hảo của mình, Ted gặp được một nữ phóng viên trẻ tuổi, Robin Scherbatsky (Cobie Smulders) và nhanh chóng có cảm tình. Dù vậy, Robin không muốn yêu đương vội vàng và cả hai đều quyết định trở thành bạn. Ted sau đó hẹn hò cùng cô thợ làm bánh Victoria, nhưng khi cô ấy chuyển đến Đức trong một hội nấu ăn, Ted lại khiến Robin tin rằng họ đã chia tay. Sau cùng, chuyện giữa anh và Victoria đổ vỡ trong khi Robin cố gắng xa lánh anh. Khi càng gần đến ngày cưới, Lily bắt đầu tự hỏi liệu có lỡ mất bất kì cơ hội nào chỉ vì mối quan hệ giữa cô và Marshall hay không, trước khi quyết định theo đuổi một nhóm hội họa tại San Francisco và huỷ bỏ hôn ước của mình.
Mùa phim này nhận được những phản hồi trái chiều. Trên trang mạng tổng hợp Rotten Tomatoes, có 56% các nhà phê bình cho kết quả tích cực, đồng nghĩa với mức đánh giá tiêu cực. Dù vậy, mùa phim vẫn có mặt trong nhiều danh sách tác phẩm truyền hình xuất sắc của các tạp chí như Time và Chicago Tribune. Mùa phim nhận được trung bình 9,47 triệu người xem trong mỗi 22 tập công chiếu tại Hoa Kỳ. Trong danh sách chương trình hợp lệ được phát trong khung giờ vàng năm 2005-06 tại Mỹ, How I Met Your Mother xếp thứ 51 trên 156, theo hệ thống kiểm định Nielsen. Tập phim đầu tiên đạt 10.94 triệu người xem, trong khi tập cuối có 8,64 triệu người theo dõi.

## Tuyển vai
Mùa đầu tiên có sự xuất hiện của 5 diễn viên trong vai chính. Josh Radnor thủ vai Ted, một kiến trúc sư trẻ tuổi, người vẫn đang tìm cho mình một người vợ tương lai. Jason Segel và Alyson Hannigan trong vai Marshall Eriksen và Lily Aldrin, một cặp tình nhân đã đính hôn cùng nhau. Cobie Smulders trong vai Robin Scherbatsky, một phóng viên đầy tham vọng, người mà Ted phải lòng. Barney Stinson, người tự xưng là bạn thân của Ted và là một kẻ lăng nhăng, do Neil Patrick Harris thủ vai. Mùa một cũng giới thiệu các vai phụ, bao gồm Lyndsy Fonseca và David Henrie trong vai các con của Ted và Ashley Williams trong vai Victoria, người tình của Ted trong nửa sau của mùa này. Tập đầu của phim giành đề cử cho giải Hiệp hội tuyển vai Mỹ cho hạng mục "Tập thí điểm phim hài truyền hình xuất sắc nhất".
How I Met Your Mother lấy cảm hứng từ ý tưởng của Carter Bays và Craig Thomas khi "viết về những người bạn của chúng tôi và những điều điên rồ mà chúng tôi làm ở New York," khi họ từng là biên kịch truyền hình cho chương trình Late Show with David Letterman. Cả hai đều mang tình bạn vào việc chế tác các nhân vật. Ted được mô phỏng theo Bays, Marshall và Lily được diễn tả giống như Thomas và vợ của anh, Rebecca, người ban đầu tỏ ra miễn cưỡng khi biết có một nhân vật dựa trên cô ấy nhưng sau đó đồng tình khi biết Hannigan là người nhận vai. Radnor và Segel lúc đó còn là những cái tên chưa được biết tới, nhưng Smulders, một diễn viên chưa có tên tuổi khác, nhận vai Robin sau khi Jennifer Love Hewitt bỏ qua vai này và tham gia loạt phim Ghost Whisperer. Bays và Thomas chia sẻ "tạ ơn Chúa chúng tôi đã chọn cô ấy vì hàng triệu lý do... khi Ted gặp cô ấy lần đầu thì cả nước Mỹ cũng lần đầu tiên được ngắm nhìn cô ấy - sự hấp dẫn của việc đó đẩy bộ phim tiếp tục đi lên và giữ mạch sống cho toàn loạt phim".
Vai Barney được nhắm sẵn theo "kiểu John Belushi", trước khi Neil Patrick Harris trúng tuyển nhận vai sau khi được mời đến buổi thử vai bởi đạo diễn tuyển vai của loạt phim - Megan Branman. Vai diễn được xem là nhân vật đột phá của tác phẩm, Variety gọi đây là một "vai diễn đột phá lớn" và Boston.com đề bật vai diễn này là "yếu tố được bàn luận nhiều nhất của loạt phim". Robert Bianco từ USA Today cho rằng Harris "tỏa sáng" trong vai diễn này và khen ngợi phần diễn xuất "thú vị" của Hannigan sánh ngang cùng Buffy the Vampire Slayer.
| - Josh Radnor trong vai Ted Mosby - Jason Segel trong vai Marshall Eriksen - Cobie Smulders trong vai Robin Scherbatsky - Neil Patrick Harris trong vai Barney Stinson - Alyson Hannigan trong vai Lily Aldrin - Bob Saget (không được đề tên) trong vai Ted Mosby Tương lai (lồng tiếng) | - Lyndsy Fonseca trong vai Penny - David Henrie trong vai Luke - Ashley Williams trong vai Victoria - Joe Nieves trong vai Carl - Alexis Denisof trong vai Sandy Rivers - Marshall Manesh trong vai Ranjit - Charlene Amoia trong vai Wendy |

## Phát hành

### Đánh giá chuyên môn
Mùa phim đầu tiên của How I Met Your Mother nhận được các phản hồi trái chiều bởi các nhà phê bình truyền hình. Tại trang web đánh giá Metacritic, mùa phim đạt 69 trên 100 điểm với 25 bài đánh giá. Nhiều nhà phê bình so sánh tác phẩm với sê-ri truyền hình hài kịch tình huống Những người bạn, với ý kiến cho rằng đây là một "bản kế nhiệm đáng giá" và là một phiên bản "xào nấu lại được thực hiện tốt". James Poniewozik của Time liệt loạt phim vào danh sách "Chương trình truyền hình xuất sắc nhất" cùng một đánh giá tích cực, cho rằng "biên kịch phim hiểu rõ những nhân vật này từ trong ra ngoài dù phim chỉ mới bắt đầu vài tập". Dù vậy, Poniewozik lại chế giễu phần thuật lại của Ted, tức phần tiền đề của loạt phim, khi diễn tả nó là một "sự sao nhãng một cách phô trương". Trong một đánh giá tích cực khác, Hal Boedeker của The Orlando Sentinel lại cho rằng "những nút thắt của bộ phim có thể kéo khán giả trở lại thực tế" và đề cao năm diễn viên chính với cụm từ "không thể cưỡng lại." The A.V. Club gọi phần tiền đề của tác phẩm là "một nhà quán quân" và đề cao sự "quyến rũ" của các diễn viên trong loạt phim, nhưng phê bình việc vẫn bị kẹt trong mô típ bộ phim độc thoại thông thường, cũng như Doug Elfman từ Chicago Sun-Times, người chỉ trích phần kịch bản phim, khi mô tả chỉ hơn một loạt "những trò đùa rẻ mạt".
Robert Bianco từ USA Today có đánh giá tích cực hơn, khi đề cao "dàn diễn viên tốt" cùng "kịch bản hài hước" và gọi đây là loạt phim "sáng tạo nhất" trong các loạt phim mới trong năm đó. The New York Times cho rằng phim "dễ chịu khi xem" và "có tiềm năng phát triển", nhưng lại không phải là tác phẩm hài kịch tình huống gây nên cách mạng hoá hay tạo nên bất cứ một hiện tượng văn hoá nào. Charlie McCollum của The San Jose Mercury News có viết rằng How I Met Your Mother là một ứng cử viên số một cho việc thay thế Friends trong thể loại hài kịch tình huống, đề cao bộ phim là "một thứ gì đó thực sự dí dỏm và có sức hấp dẫn lớn". Charlie còn đề cao biên kịch phim trong việc "đưa làn gió mới đến công thức loạt phim hài kịch tình huống rập khuôn" và cả dàn làm phim vì "đánh trúng vào sự hài hước và tâm lý người xem ngay từ những cảnh đầu tiên", dự đoán đây có thể là một sản phẩm sáng tạo nổi bật với khán giả.

### Giải thưởng
Mùa phim đầu tiên gặt hái 4 đề cử và thắng 2 giải. Cả hai lần thắng đều diễn ra tại Giải Emmy Primetime lần thứ 58, ở hạng mục "Chỉ đạo nghệ thuật xuất sắc cho phim truyền hình" và "Kĩ thuật quay phim nổi bật cho phim truyền hình". Ngoài ra, mùa phim còn giành đề cử cho giải People's Choice Awards cho "Phim hài truyền hình mới được yêu thích nhất" và tại Casting Society of America cho "Dàn diễn viên tập đầu phim hài truyền hình xuất sắc nhất".

### Phân phối
CBS công chiếu mùa phim này tại Hoa Kỳ vào ngày 19 tháng 9 năm 2005. Trên thế giới, mùa phim lên sóng tại Anh Quốc trên đài BBC Two ngày 22 tháng 8 năm 2007, trên kênh CityTV tại Canada và tại Úc trên đài Seven Network.
Mùa đầu của loạt phim được phát hành dưới dạng DVD tại Mỹ dưới cái tên How I Met Your Mother mùa 1 cùng dòng tựa đề "Một câu chuyện tình được thuật lại" vào ngày 21 tháng 11 năm 2006 dưới dạng một bộ gồm 3 đĩa. Trong DVD, phim bị cắt lại phần màn hình rộng gốc thành khung hình 4:3. Bộ đĩa tại Khu vực 2 được phát hành ngày 7 tháng 5 năm 2007 và Khu vực 4 ngày 10 tháng 1 năm 2007. Mỗi tập trong mùa này đều được truyền tiếp trên hệ thống Netflix và Amazon Instant Video, đồng thời khán giả có thể mua phim tại Cửa hàng iTunes tại Mỹ.

## Tập phim
| Số tập tổng thể | Số tập theo phần | Tên tập phim                        | Đạo diễn      | Biên kịch                  | Ngày công chiếu      | Mã sản xuất | Khán giả Hoa Kỳ (triệu người) |
| --------------- | ---------------- | ----------------------------------- | ------------- | -------------------------- | -------------------- | ----------- | ----------------------------- |
| 1               | 1                | "Tập thí điểm"                      | Pamela Fryman | Carter Bays & Craig Thomas | 19 tháng 9 năm 2005  | 1ALH79      | 10,94                         |
| 2               | 2                | "Purple Giraffe"                    | Pamela Fryman | Carter Bays & Craig Thomas | 26 tháng 9 năm 2005  | 1ALH01      | 10,40                         |
| 3               | 3                | "Sweet Taste of Liberty"            | Pamela Fryman | Phil Lord & Chris Miller   | 3 tháng 10 năm 2005  | 1ALH02      | 10,44                         |
| 4               | 4                | "Return of the Shirt"               | Pamela Fryman | Kourtney Kang              | 10 tháng 10 năm 2005 | 1ALH03      | 9,84                          |
| 5               | 5                | "Okay Awesome"                      | Pamela Fryman | Chris Harris               | 17 tháng 10 năm 2005 | 1ALH04      | 10,14                         |
| 6               | 6                | "Slutty Pumpkin"                    | Pamela Fryman | Brenda Hsueh               | 24 tháng 10 năm 2005 | 1ALH05      | 10,89                         |
| 7               | 7                | "Matchmaker"                        | Pamela Fryman | Sam Johnson & Chris Marcil | 7 tháng 11 năm 2005  | 1ALH07      | 10,55                         |
| 8               | 8                | "The Duel"                          | Pamela Fryman | Gloria Calderon Kellett    | 14 tháng 11 năm 2005 | 1ALH06      | 10,35                         |
| 9               | 9                | "Belly Full of Turkey"              | Pamela Fryman | Phil Lord & Chris Miller   | 21 tháng 11 năm 2005 | 1ALH09      | 10,29                         |
| 10              | 10               | "The Pineapple Incident"            | Pamela Fryman | Carter Bays & Craig Thomas | 28 tháng 11 năm 2005 | 1ALH08      | 12,27                         |
| 11              | 11               | "The Limo"                          | Pamela Fryman | Sam Johnson & Chris Marcil | 19 tháng 12 năm 2005 | 1ALH10      | 10,36                         |
| 12              | 12               | "The Wedding"                       | Pamela Fryman | Kourtney Kang              | 9 tháng 1 năm 2006   | 1ALH11      | 11,49                         |
| 13              | 13               | "Drumroll, Please"                  | Pamela Fryman | Gloria Calderon Kellett    | 23 tháng 1 năm 2006  | 1ALH12      | 10,82                         |
| 14              | 14               | "Zip, Zip, Zip"                     | Pamela Fryman | Brenda Hsueh               | 6 tháng 2 năm 2006   | 1ALH13      | 10,94                         |
| 15              | 15               | "Game Night"                        | Pamela Fryman | Chris Harris               | 27 tháng 2 năm 2006  | 1ALH14      | 9,82                          |
| 16              | 16               | "Cupcake"                           | Pamela Fryman | Maria Farrari              | 6 tháng 3 năm 2006   | 1ALH15      | 10,15                         |
| 17              | 17               | "Life Among the Gorillas"           | Pamela Fryman | Carter Bays & Craig Thomas | 20 tháng 3 năm 2006  | 1ALH16      | 9,80                          |
| 18              | 18               | "Nothing Good Happens After 2 A.M." | Pamela Fryman | Carter Bays & Craig Thomas | 10 tháng 4 năm 2006  | 1ALH17      | 7,65                          |
| 19              | 19               | "Mary the Paralegal"                | Pamela Fryman | Chris Harris               | 24 tháng 4 năm 2006  | 1ALH18      | 7,60                          |
| 20              | 20               | "Best Prom Ever"                    | Pamela Fryman | Ira Ungerleider            | 1 tháng 5 năm 2006   | 1ALH19      | 7,24                          |
| 21              | 21               | "Milk"                              | Pamela Fryman | Carter Bays & Craig Thomas | 8 tháng 5 năm 2006   | 1ALH20      | 8,07                          |
| 22              | 22               | "Come On"                           | Pamela Fryman | Carter Bays & Craig Thomas | 15 tháng 5 năm 2006  | 1ALH21      | 8,64                          |